# Burthecourt-aux-Chênes
Burthecourt-aux-Chênes är en kommun i departementet Meurthe-et-Moselle i regionen Grand Est (tidigare regionen Lorraine) i nordöstra Frankrike. Kommunen ligger i kantonen Saint-Nicolas-de-Port som tillhör arrondissementet Nancy. År 2022 hade Burthecourt-aux-Chênes 153 invånare.

## Befolkningsutveckling
Antalet invånare i kommunen Burthecourt-aux-Chênes
| Referens: INSEE |